# Лотомба, Джордан
Мвула Джордан Лотомба (нем. Mvula Jordan Lotomba; 29 сентября 1998 года, Швейцария) — швейцарский футболист, играющий на позиции левого защитника или полузащитника. В настоящее время выступает за клуб «Фейеноорд» и сборную Швейцарии.

## Клубная карьера
Несмотря на то, что родители Лотомба — конголезцы, он родился уже в Швейцарии. Является воспитанником «Лозанны». Дебютировал за «Лозанну» в поединке Челлендж Лиги 30 мая 2015 года против «Виля».
В сезоне 2015/2016 стал активно подпускаться к основной команде, сыграл в 15 встречах, 8 из них начинал в основе. Помог команде выиграть лигу и подняться в Суперлигу.
24 июля 2016 года дебютировал в первенстве Швейцарии в поединке против «Грассхоппера», выйдя в стартовом составе и будучи заменённым на 87-й минуте.
3 августа 2020 года Лотомба подписал контракт с французским клубом «Ницца» на сумму около 5 миллионов евро.
2 сентября 2024 года перешёл в нидерландский «Фейеноорд», подписав трёхлетний контракт до средины 2027 года. 14 сентября дебютировал в Эредивизи в гостевом матче против «Гронингена».

## Карьера в сборной
Вызывался в сборную Швейцарии до 19 лет. Дебютировал в ней 25 марта 2016 года в поединке против сверстников из Турции. 7 октября 2020 года он дебютировал за взрослую сборную Швейцарии в товарищеском матче против Хорватии.

## Достижения
«Янг Бойз»
- Чемпион Швейцарии (3): 2017/18, 2018/19, 2019/20